# Nada Mladina
Nada Mladina (Tuzla, 23. veljače 1947.), hrv. bh. liječnica, humanitarna djelatnica i političarka

## Životopis
Rođena je u Tuzli. U Zagrebu završila Medicinski fakultet. Stažirala u Medicinskom centru u Tuzli, radila u Dispanzeru za predškolsku djecu Doma zdravlja. Specijalizirala pedijatriju u Dječjoj bolnici u Tuzli, a zadnji godinu na Institutu za majku i dijete u Zagrebu. Poslijediplomski studij Zaštita zdravlja majke i djeteta završila pri Školi narodnog zdravlja Andrija Štampar u Zagrebu. Obnašala dužnost predstojnice Odjela intenzivne njege i terapije Dječje bolnice, poslije Klinike za dječje bolesti u Tuzli, gdje radi i danas. Doktorirala na Medicisnkom fakultetu u Tuzla prosinca 1997. godine tezom Evaluacija zdravstvene zaštite djece sjeveroistočne Bosne u odnosu na specifični mortalitet i morbiditet. Mentori su bili Miro Juretić iz Rijeke i Livio Balarin iz Splita. Naslov primarijusa stekla 1986. godine, a dodijelio joj ga je Odbor za zdravstvo Bosne i Hercegovine. Članica Komisije za polaganje specijalističkih ispita iz pedijatrije. Ratne 1992. godine bila suosnivačica humanitarne nevladine organizacije “Naša djeca Tuzla“, gdje su zbrinjavali osnovne potreba djece, posebice prognanika, ranjenih i bolesnih te i osiguravanjem liječenja i izvan granica Bosne i Hercegovine.
Predsjedavala Udrugom zdravstvenih radnika regiona Tuzla. Članica je Izvršnog odbora 
podružnice Društva liječnika Tuzla i članica je predsjedništva Udruge pedijatara Bosne i
Hercegovine.
Bila je među moderatoricama za trening zastupnica u županijskom i federalnom parlamentu u organizaciji OSCE-ova ureda u Tuzli i Lige žena glasača. Nositeljica liste tuzlanskog SDP-a na lokalnim izborima 2004. i 2008. godine, i oba je puta izabrana za vijećnicu i predsjedavajuću Općinskog vijeća Tuzle.